# Giorgio Calcaterra
Pour les articles homonymes, voir Calcaterra.
Giorgio Calcaterra, né le 11 février 1972 à Rome, est un coureur de fond et d'ultrafond italien. Il est triple champion du monde du 100 kilomètres.

## Biographie
Giorgio se découvre une passion pour la course à pied à l'âge 10 ans lorsqu'il vient encourager son père qui participe au marathon de Rome. En 1990, âgé de 18 ans, il prend le départ de son premier marathon à Rome qu'il termine en 3 h 29. Ce n'est que huit ans plus tard qu'il décide de se mettre sérieusement à la compétition en prenant le départ du marathon de Grottazzolina en septembre 1998. Il ne tarde pas à remporter ses premiers succès dès l'année suivante. Il s'impose au semi-marathon San Antonio Abate à Mentana en janvier 1999 et remporte son premier marathon à Russi en 2 h 21 min 16 s en avril. Il enchaîne ensuite les compétitions. Entre 1998 et 2008, il ne court pas moins de 175 marathons et établit son record personnel en 2 h 13 min 15 s lors du Verdi Marathon à Busseto le 13 février 2000,,.
Il fait ses débuts en ultra-marathon en 2003 en prenant part à la classique Pistoia-Abetone de 53 kilomètres. Prenant les commandes dès le départ, il se retrouve au coude-à-coude avec Mario Fattore pour la tête de course. Aucun des deux hommes ne parvient à faire la différence mais Giorgio parvient à lancer un sprint final pour s'imposer avec trois dixièmes d'avance. Il confirme son talent pour les courses d'ultra-marathon en s'imposant au supermarathon de Palerme de 50 kilomètres.
Le 27 mai 2006, il participe à sa première course de 100 kilomètres lors des classiques 100 kilomètres del Passatore à Faenza. Il remporte la victoire et décroche le titre de champion d'Italie de la spécialité. S'essayant également au trail, il s'impose au Swiss Alpine Marathon K78 en menant la course stratégiquement pour imposer son rythme soutenu en fin de course. Sélectionné pour les championnats du monde du 100 kilomètres à Séoul, il y prend un départ rapide et mène la course sur un rythme soutenu. Creusant l'écart en tête, il mène avec deux minutes d'avance au kilomètre 30 mais voit son avance fondre au kilomètre 60. Voyant ses adversaires le rattraper, Giorgio tente de maintenir l'allure mais finit par craquer et termine à la onzième place.
Le 8 novembre 2008, il prend le départ des championnats du monde du 100 kilomètres à Tarquinia. Il effectue le début de course dans le peloton de tête puis s'échappe au kilomètre 45 avec le Polonais Jarosław Janicki. Les deux hommes mènent une lutte serrée mais Giorgio parvient à faire la différence à quatre kilomètres de l'arrivée pour s'imposer et remporter son premier titre de champion monde de la discipline.
Le 19 juin 2009, il tente de défendre son titre de champion du monde à l'occasion des 100 km de Torhout mais voit le Japonais Yasukazu Miyazato s'échapper seul en tête. Effectuant une course stratégique, il parvient à reprendre du terrain en fin de course, tout comme le Suédois Jonas Buud derrière lequel il termine pour s'emparer de la médaille de bronze.
Le 28 mai 2011, il effectue une excellente course lors des 100 km del Passatore pour remporter sa sixième victoire d'affilée en établissant un nouveau record du parcours en 6 h 25 min 46 s. Le 10 septembre, il s'élance à nouveau parmi les favoris aux championnats du monde du 100 kilomètres courus dans le cadre des 100 km de Winschoten. Il prend d'emblée les commandes de la course et voit le Sud-Africain Fanie Matshipa le talonner. Au kilomètre 40, Giorgio parvient à se défaire de son adversaire et poursuit la course seul en tête pour remporter son deuxième titre.
Il défend avec succès son titre de champion du monde en 2012 en dominant la course courue à Seregno. D'abord suivi de près par son compatriote Alberico Di Cecco, Giorgio creuse l'écart en tête au kilomètre 40. Il voit revenir sur lui le Suédois Jonas Buud en fin de course mais ce dernier ne parvient pas à le rattraper et Giorgio s'offre son troisième titre mondial.
Les championnats du monde n'ayant pas lieu en 2013, il doit attendre 2014 pour défendre à nouveau son titre à Doha. Pas en forme, il connaît des difficultés dès le début de la course et se voit contraint de lever le pied. Il rallie tout de même l'arrivée et réalise sa première grosse contre-performance en se classement seulement 67e.
L'année suivante à Winschoten, il réalise une course stratégique et effectue une excellente remontée en fin de course, profitant des faiblesses de plusieurs de ses adversaires pour terminer sur la troisième marche du podium.
En 2016, il s'illustre à la Wings for Life World Run enn s'imposant pour la troisième fois de suite en Italie et pour la première fois au niveau global. Il établit un nouveau record de distance en parcourant 88,44 km durant 5 h 30 avant de se faire rattraper par la « Catcher Car ».
Le 27 mai 2017, il fait étalage de son talent pour s'imposer une douzième fois consécutive aux 100 km del Passatore en battant son compatriote Andrea Zambelli de plus de quatre minutes. Le 18 juillet 2017, le Comité olympique national italien lui décerne la médaille d'or de la prouesse athlétique (it) en reconnaissance de ses résultats sportifs.

## Palmarès

### Route
| Année | Compétition                             | Lieu              | Place | Épreuve        | Temps           |
| ----- | --------------------------------------- | ----------------- | ----- | -------------- | --------------- |
| 1999  | Marathon de Vedelago                    | Vedelago          | 1er   | Marathon       | 2 h 19 min 26 s |
| 1999  | Marathon de Bergame                     | Bergame           | 4e    | Marathon       | 2 h 24 min 22 s |
| 1999  | Marathon du Mugello                     | Borgo San Lorenzo | 1er   | Marathon       | 2 h 29 min 15 s |
| 1999  | Maratona della Pace                     | Pompei            | 1er   | Marathon       | 2 h 17 min 48 s |
| 1999  | Millennium for Peace Marathon           | Assise            | 3e    | Marathon       | 2 h 24 min 5 s  |
| 2000  | Verdi Marathon                          | Busseto           | 1er   | Marathon       | 2 h 15 min 3 s  |
| 2000  | Vigarano Marathon                       | Ferrare           | 2e    | Marathon       | 2 h 13 min 15 s |
| 2000  | Marathon de Madrid                      | Madrid            | 4e    | Marathon       | 2 h 20 min 5 s  |
| 2000  | Marathon de Trieste                     | Trieste           | 3e    | Marathon       | 2 h 16 min 33 s |
| 2000  | Marathon de Stockholm                   | Stockholm         | 2e    | Marathon       | 2 h 18 min 54 s |
| 2000  | Marathon d'Helsinki                     | Helsinki          | 2e    | Marathon       | 2 h 22 min 54 s |
| 2000  | Marathon du Mugello                     | Borgo San Lorenzo | 1er   | Marathon       | 2 h 24 min 13 s |
| 2000  | Maratona della Pace                     | Pompei            | 2e    | Marathon       | 2 h 17 min 43 s |
| 2001  | Verdi Marathon                          | Busseto           | 1er   | Marathon       | 2 h 16 min 49 s |
| 2001  | Marathon de Rome                        | Rome              | 6e    | Marathon       | 2 h 19 min 26 s |
| 2001  | Marathon de Stockholm                   | Stockholm         | 5e    | Marathon       | 2 h 20 min 18 s |
| 2001  | Marathon d'Helsinki                     | Helsinki          | 6e    | Marathon       | 2 h 28 min 41 s |
| 2002  | Egyptian Marathon                       | Louxor            | 1er   | Marathon       | 2 h 22 min 38 s |
| 2002  | Verdi Marathon                          | Busseto           | 1er   | Marathon       | 2 h 23 min 59 s |
| 2002  | Semi-marathon de Vérone                 | Vérone            | 2e    | Semi-marathon  | 1 h 6 min 7 s   |
| 2002  | Marathon de Reggio d'Émilie             | Reggio d'Émilie   | 3e    | Marathon       | 2 h 16 min 17 s |
| 2003  | Marathon de Stockholm                   | Stockholm         | 4e    | Marathon       | 2 h 21 min 54 s |
| 2003  | Pistoia-Abetone                         | Abetone           | 1er   | Ultra-marathon | 3 h 41 min 1 s  |
| 2003  | Marathon d'Helsinki                     | Helsinki          | 1er   | Marathon       | 2 h 20 min 55 s |
| 2003  | Marathon de Ravenne                     | Ravenne           | 3e    | Marathon       | 2 h 22 min 18 s |
| 2003  | Supermarathon de Palerme                | Palerme           | 1er   | 50 kilomètres  | 2 h 56 min 3 s  |
| 2003  | Marathon de Reggio d'Émilie             | Reggio d'Émilie   | 3e    | Marathon       | 2 h 17 min 27 s |
| 2004  | Verdi Marathon                          | Busseto           | 1er   | Marathon       | 2 h 24 min 20 s |
| 2004  | Semi-marathon de Vérone                 | Vérone            | 3e    | Semi-marathon  | 1 h 6 min 32 s  |
| 2004  | Leidsche Rijn Marathon                  | De Meern          | 3e    | Marathon       | 2 h 23 min 52 s |
| 2004  | ColleMar-athon                          | Fano              | 2e    | Marathon       | 2 h 26 min 15 s |
| 2004  | Marathon de Pise                        | Pise              | 3e    | Marathon       | 2 h 19 min 27 s |
| 2004  | Pistoia-Abetone                         | Abetone           | 1er   | Ultra-marathon | 3 h 30 min 20 s |
| 2004  | Marathon d'Helsinki                     | Helsinki          | 5e    | Marathon       | 2 h 29 min 10 s |
| 2005  | Verdi Marathon                          | Busseto           | 1er   | Marathon       | 2 h 18 min 58 s |
| 2005  | Semi-marathon de Vérone                 | Vérone            | 3e    | Semi-marathon  | 1 h 7 min 39 s  |
| 2005  | Marathon d'Utrecht                      | Utrecht           | 1er   | Marathon       | 2 h 19 min 37 s |
| 2005  | Pistoia-Abetone                         | Abetone           | 3e    | Ultra-marathon | 3 h 46 min 55 s |
| 2006  | Verdi Marathon                          | Busseto           | 2e    | Marathon       | 2 h 22 min 2 s  |
| 2006  | 50 km de Romagna                        | Castel Bolognese  | 1er   | 50 kilomètres  | 2 h 59 min 49 s |
| 2006  | 100 km del Passatore                    | Faenza            | 1er   | 100 kilomètres | 6 h 45 min 24 s |
| 2006  | Championnats du monde du 100 kilomètres | Séoul             | 11e   | 100 kilomètres | 7 h 4 min 15 s  |
| 2007  | 100 km del Passatore                    | Faenza            | 1er   | 100 kilomètres | 6 h 49 min 2 s  |
| 2008  | 100 km del Passatore                    | Faenza            | 1er   | 100 kilomètres | 6 h 37 min 44 s |
| 2008  | Championnats du monde du 100 kilomètres | Tarquinia         | 1er   | 100 kilomètres | 6 h 37 min 41 s |
| 2008  | Marathon de Reggio d'Émilie             | Reggio d'Émilie   | 2e    | Marathon       | 2 h 20 min 4 s  |
| 2009  | Marathon de Trévise                     | Trévise           | 3e    | Marathon       | 2 h 20 min 56 s |
| 2009  | ColleMar-athon                          | Fano              | 3e    | Marathon       | 2 h 31 min 57 s |
| 2009  | 100 km del Passatore                    | Faenza            | 1er   | 100 kilomètres | 6 h 56 min 36 s |
| 2009  | Championnats du monde du 100 kilomètres | Thourout          | 3e    | 100 kilomètres | 6 h 42 min 5 s  |
| 2010  | ColleMar-athon                          | Fano              | 2e    | Marathon       | 2 h 26 min 57 s |
| 2010  | 100 km del Passatore                    | Faenza            | 1er   | 100 kilomètres | 6 h 51 min 28 s |
| 2011  | Marathon de Messine                     | Messine           | 3e    | Marathon       | 2 h 30 min 9 s  |
| 2011  | 100 km del Passatore                    | Faenza            | 1er   | 100 kilomètres | 6 h 25 min 47 s |
| 2011  | Championnats du monde du 100 kilomètres | Winschoten        | 1er   | 100 kilomètres | 6 h 27 min 32 s |
| 2011  | Marathon de New York                    | New York          | 26e   | Marathon       | 2 h 27 min 19 s |
| 2012  | Connemara Ultramarathon                 | Maam Cross        | 1er   | Ultra-marathon | 3 h 56 min 56 s |
| 2012  | Championnats du monde du 100 kilomètres | Seregno           | 1er   | 100 kilomètres | 6 h 23 min 22 s |
| 2012  | 100 km del Passatore                    | Faenza            | 1er   | 100 kilomètres | 6 h 44 min 51 s |
| 2013  | 100 km del Passatore                    | Faenza            | 1er   | 100 kilomètres | 6 h 39 min 59 s |
| 2014  | 100 km del Passatore                    | Faenza            | 1er   | 100 kilomètres | 7 h 5 min 6 s   |
| 2015  | 100 km del Passatore                    | Faenza            | 1er   | 100 kilomètres | 7 h 8 min 4 s   |
| 2015  | Championnats du monde du 100 kilomètres | Winschoten        | 3e    | 100 kilomètres | 6 h 39 min 49 s |
| 2016  | Marathon de Jérusalem                   | Jérusalem         | 6e    | Marathon       | 2 h 42 min 20 s |
| 2016  | 100 km del Passatore                    | Faenza            | 1er   | 100 kilomètres | 6 h 58 min 14 s |
| 2016  | Championnats du monde du 100 kilomètres | Los Alcázares     | 7e    | 100 kilomètres | 6 h 41 min 16 s |
| 2017  | 100 km del Passatore                    | Faenza            | 1er   | 100 kilomètres | 7 h 3 min 54 s  |
| 2018  | 100 km del Passatore                    | Faenza            | 3e    | 100 kilomètres | 7 h 32 min 4 s  |
| 2018  | Championnats du monde du 100 kilomètres | Grkaveščak        | 7e    | 100 kilomètres | 6 h 42 min 35 s |

### Trail
| no  | masculin           | Course                    | Longueur | Départ          | Temps           |
| --- | ------------------ | ------------------------- | -------- | --------------- | --------------- |
| 3e  | Médaille de bronze | Swiss Alpine Marathon K42 | 42 km    | 31 juillet 2004 | 3 h 19 min 22 s |
| 1re | Médaille d'or      | Swiss Alpine Marathon K78 | 78 km    | 29 juillet 2006 | 6 h 5 min 4 s   |
| 3e  | Médaille de bronze | Texas Trail Endurance Run | 50 mi    | 9 décembre 2006 | 6 h 11 min 41 s |
| 1re | Médaille d'or      | Supermarathon de l'Etna   | 43 km    | 10 juin 2007    | 3 h 48 min 2 s  |
| 1re | Médaille d'or      | Supermarathon de l'Etna   | 43 km    | 14 juin 2008    | 3 h 43 min 44 s |
| 2e  | Médaille d'argent  | Supermarathon de l'Etna   | 43 km    | 16 juin 2012    | 3 h 59 min 17 s |

## Records
| Épreuve        | Performance     | Date             | Lieu               |
| -------------- | --------------- | ---------------- | ------------------ |
| 800 mètres     | 2 min 7 s 54    | 12 juillet 2009  | Tivoli             |
| 1 500 mètres   | 4 min 13 s 68   | 15 juillet 2009  | Ostie              |
| 3 000 mètres   | 8 min 52 s 80   | 6 juillet 2011   | Frascati           |
| 5 000 mètres   | 14 min 56 s 67  | 18 mai 2008      | Rieti              |
| 10 000 mètres  | 30 min 15 s 8   | 28 avril 2007    | Rome               |
| 5 kilomètres   | 14 min 51 s     | 25 novembre 2007 | Ladispoli          |
| 10 kilomètres  | 29 min 2 s      | 12 janvier 2003  | Rome               |
| 15 kilomètres  | 48 min 7 s      | 15 novembre 2009 | Controguerra       |
| 20 kilomètres  | 1 h 13 min 22 s | 16 juin 2017     | Cordenons          |
| Semi-marathon  | 1 h 5 min 28 s  | 1er mars 2009    | Ostie              |
| 25 kilomètres  | 1 h 59 min 7 s  | 18 juin 2017     | Cordenons          |
| 30 kilomètres  | 1 h 39 min 55 s | 9 octobre 2011   | Ostie              |
| Marathon       | 2 h 13 min 15 s | 12 mars 2000     | Ferrare            |
| 50 kilomètres  | 2 h 59 min 49 s | 25 avril 2006    | Castel Bolognese   |
| 100 kilomètres | 6 h 23 min 20 s | 22 avril 2012    | Seregno            |
| 6 heures       | 86,083 km       | 9 mai 2021       | Sesto San Giovanni |

## Distinctions
- Médaille d'or de la prouesse athlétique (it) (18 juillet 2017)[17]